# 캐시 래드맨
캐시 래드맨(Cathy Ladman, 1955년 10월 15일 ~ )은 미국의 배우, 텔레비전 배우, 각본가, 영화배우이다.

## 영화
- 더 레이트 레이트 쇼 위드 크레이그 퍼거슨 (2005년)
- 아리스토캣 (2005년)
- 리오행 90분 (1992년)
- 돈 텔 맘 (1991년)
- 문스트럭 (1987년)